# Silhouetteur

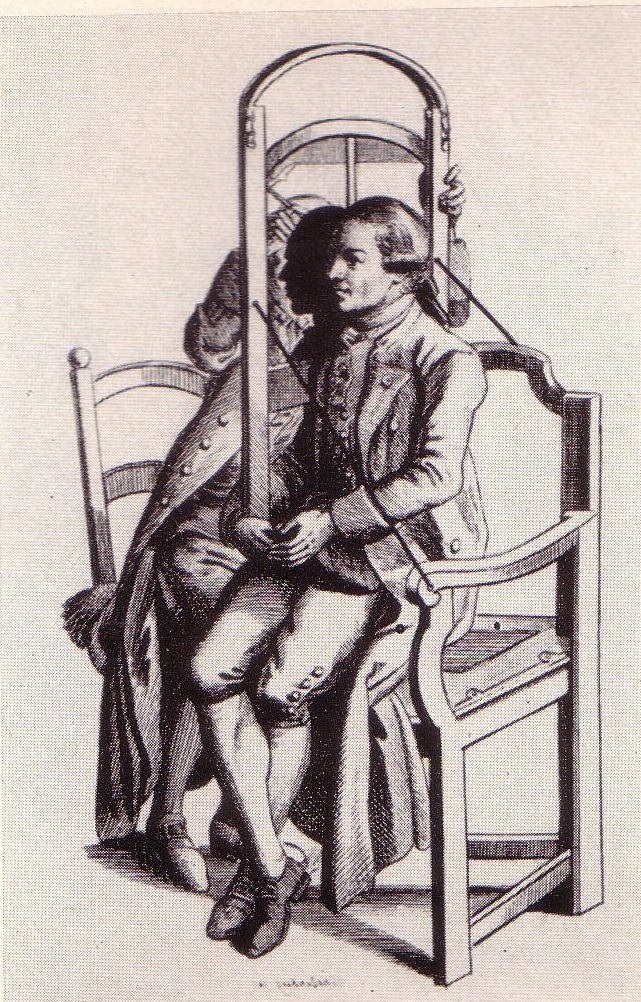
Silhouetteur bei der Arbeit am Silhouettenstuhl (1776)

Silhouetteur (französisch silhouettiste) ist ein ehemaliger Beruf.
Silhouetteure fertigten Zeichnungen der Schatten von Objekten an, meist von einzelnen Personen und als Brustbild, seltener von mehreren Personen bzw. in ganzer Figur. Zur maßstäblichen Verkleinerung der Darstellung diente ein „Storchenschnabel“ genannter Pantograf. Die Schattenrisse (vgl. das Wort Umriss) wurden dann mit der Schere aus schwarzem Papier ausgeschnitten, woher die weniger genaue Berufsbezeichnung „Silhouettenschneider“ rührt, oder aber mit Tusche ausgemalt. Um sie zu vervielfältigen, stach man sie auch in Kupfer. Genreszenen sowie Pflanzen und Tiere waren weitere Motive dieser „Schwarzkunst“.
Angeblich im 18. Jahrhundert im Orient entstanden, wurde die Silhouette in Frankreich aufgegriffen. Benannt ist sie nach Étienne de Silhouette, Finanzminister Ludwigs XV. und Hobbyscherenschneider. Dessen Sparmaßnahmen sollen das wohlfeile Schattenbild anstelle der teuren Porträtmalerei begünstigt haben. Bis zur Verbreitung der Fotografie waren die Silhouetteure auch im deutschen Sprachgebiet zahlreich am Werk, und ihre Miniaturen zierten Wohnzimmer, Alben, Stammbücher, Medaillons, Gläser etc.
„Fast in jedem Hause von Distinktion sieht man zwar nur schwarze Bilder, aber sie sind dennoch mit so vieler Genauigkeit gezeichnet, daß einer nur ein exlavaterisches, und äusserst blödsinniges Physiognomistengesicht haben müßte, wenn er daraus nicht wenigstens die Hauptspuren der karakteristischen Beschaffenheit zu entnehmen Anlag genug hätte.“ So A. J. von Aichenstein (Pseudonym) in seinem 1782 erschienenen Büchlein Schilderung der Silhouettenfabrik in Wien.